# Nyeanella tsaratanana
Nyeanella tsaratanana là một loài bướm đêm trong họ Noctuidae.